# Arroyo Ceibal Grande
Der Arroyo Ceibal Grande ist ein Fluss im Westen Uruguays.
Der im Departamento Salto gelegene Fluss entspringt ostsüdöstlich der Stadt Constitución. Von dort fließt er in westlicher Richtung, bevor der nur wenige Kilometer lange Fluss südlich dieser Stadt in den Río Uruguay mündet. Linksseitige Nebenflüsse sind der rechtsseitig vom del Medio gespeiste del Curupí und der del Lapacho.